# Licininae
Sous-famille
Synonymes
- Chlaeniinae
- Oodinae

Les Licininae sont une sous-famille de coléoptères de la famille des Carabidae.

## Tribus
- Chaetogenyini Emden, 1958
- Chlaeniini Brulle, 1834
- Cuneipectini Sloane, 1907
- Dercylini Sloane, 1923
- Geobaenini Peringuey, 1896
- Licinini Bonelli, 1810
- Melanchitonini Jeannel, 1948
- Oodini LaFerté-Sénectére, 1851